# Mise
 (septembre 2024).
Si vous disposez d'ouvrages ou d'articles de référence ou si vous connaissez des sites web de qualité traitant du thème abordé ici, merci de compléter l'article en donnant les références utiles à sa vérifiabilité et en les liant à la section « Notes et références ».
 (juillet 2022).
La mise en forme du texte ne suit pas les recommandations de Wikipédia : il faut le « wikifier ».
Les points d'amélioration suivants sont les cas les plus fréquents. Le détail des points à revoir est peut-être précisé sur la page de discussion.
- Les titres sont pré-formatés par le logiciel. Ils ne sont ni en capitales, ni en gras.
- Le texte ne doit pas être écrit en capitales (les noms de famille non plus), ni en gras, ni en italique, ni en « petit »…
- Le gras n'est utilisé que pour surligner le titre de l'article dans l'introduction, une seule fois.
- L'italique est rarement utilisé : mots en langue étrangère, titres d'œuvres, noms de bateaux, etc.
- Les citations ne sont pas en italique mais en corps de texte normal. Elles sont entourées par des guillemets français : « et ».
- Les listes à puces sont à éviter, des paragraphes rédigés étant largement préférés. Les tableaux sont à réserver à la présentation de données structurées (résultats, etc.).
- Les appels de note de bas de page (petits chiffres en exposant, introduits par l'outil «  Source ») sont à placer entre la fin de phrase et le point final[comme ça].
- Les liens internes (vers d'autres articles de Wikipédia) sont à choisir avec parcimonie. Créez des liens vers des articles approfondissant le sujet. Les termes génériques sans rapport avec le sujet sont à éviter, ainsi que les répétitions de liens vers un même terme.
- Les liens externes sont à placer uniquement dans une section « Liens externes », à la fin de l'article. Ces liens sont à choisir avec parcimonie suivant les règles définies. Si un lien sert de source à l'article, son insertion dans le texte est à faire par les notes de bas de page.
- La présentation des références doit suivre les conventions bibliographiques. Il est recommandé d'utiliser les modèles {{Ouvrage}}, {{Chapitre}}, {{Article}}, {{Lien web}} et/ou {{Bibliographie}}. Le mode d'édition visuel peut mettre en forme automatiquement les références.
- Insérer une infobox (cadre d'informations à droite) n'est pas obligatoire pour parachever la mise en page.

Pour une aide détaillée, merci de consulter Aide:Wikification.
Si vous pensez que ces points ont été résolus, vous pouvez retirer ce bandeau et améliorer la mise en forme d'un autre article.
La mise ou roi est une variante pour un nombre de joueurs impair (trois ou cinq) du jass ou  chibre, jeu de cartes suisse se jouant avec un jeu de 36 cartes. On trouve aussi les appellations Bieter, Büter ou Steiger.

## La mise à trois
Les règles sont les mêmes que celles du jass, mais adaptées pour trois joueurs.
Un joueur distribue 10 cartes par personne, ainsi que six au milieu, trois à l'envers et trois face visible. Pour les donnes suivantes, chaque joueur aura 12 cartes.
La partie commence par une "enchère", pour déterminer le joueur qui jouera seul, nommé le roi. Les enchères commencent à une hauteur de 500 points et chaque joueur peut enchérir ou non à son tour d'un incrément minimum de 10 points, afin de déterminer le nombre de points qu'il devra atteindre. Celui ayant la plus haute mise jouera seul, l'autre équipe devant faire 1000 points.
Le joueur ayant remporté la mise prend ensuite les six cartes du milieu (dont les trois visibles auront parfaitement pu influencer la mise maximum), et en redépose six, sans les montrer aux autres, qui feront partie de ses points. Il détermine un atout et en fait part aux autres.
La partie peut alors débuter, le roi jouant en premier lors de la première donne. Les règles concernant les annonces sont les mêmes qu'au jass.
Les valeurs des cartes sont également les mêmes qu'au jass.
Dès la deuxième donne, l'atout est déterminé par la dernière carte du tas, qui est montrée à tous avant la distribution et qui reviendra au donneur, afin qu'il ait bien 12 cartes.
Si le roi pense qu'il ne fera pas un pli, il peut renoncer de jouer une donne, contre 157 points qui seront marqués pour l'équipe adverse. Il évite ainsi que les annonces éventuelles de ses adversaires leur donnent des points. Les stöcks peuvent toutefois être comptabilisés.
La partie se termine soit lorsque le joueur seul atteint le niveau de son annonce, soit lorsque l'équipe atteint 1000 points.

## La mise à cinq
La mise à cinq se joue exactement de la même façon, mais avec un nombre de cartes par joueur plus faible. Le joueur seul peut dire qu'il veut jouer avec la personne ayant une carte de son choix (qu'il ne possède pas lui-même). Les équipes sont alors de trois contre deux. Le partenaire ne s'annonce pas quand le roi annonce la carte voulue, il est connu au moment où il pose sa carte ; le roi peut, s'il le désire, ne pas annoncer la carte qu'il veut comme partenaire au cours de la première partie, afin de faire match et de l'annoncer (obligatoirement) au cours de la deuxième partie, afin de profiter de l'avantage du choix d'un partenaire possédant une carte en particulier à un moment où ça lui est utile.
annonces: 4x les 8 = 100 points